# L'avvocato Guerrieri - Testimone inconsapevole
L'avvocato Guerrieri - Testimone inconsapevole è un film per la televisione, andato in onda il 27 dicembre 2007 su Canale 5, tratto da Testimone inconsapevole, primo romanzo di Gianrico Carofiglio che ne ha curato la sceneggiatura con Domenico Starnone e Francesco Piccolo.
La regia, come per L'avvocato Guerrieri - Ad occhi chiusi, è di Alberto Sironi. L'avvocato Guido Guerrieri in entrambi i film TV è interpretato da Emilio Solfrizzi. Il volto di Margherita, fidanzata dell'avvocato, è quello di Chiara Muti.

## Trama
L'avvocato Guido Guerrieri è in profonda crisi dopo esser stato lasciato dalla moglie e viene colpito da attacchi di panico. Trova la forza di reagire difendendo un venditore ambulante senegalese accusato di aver rapito e ucciso un bambino.

## Location
Il film è stato girato nelle città di Trani e Bari.